# Československý válečný kříž 1939
Československý válečný kříž 1939 je československé vojenské vyznamenání, které bylo udělováno za účast v boji, který byl zahájen v roce 1939 a za prokázání vynikajícího činu v nebezpečí života nebo za obětování života.

## Zřízení
Zřízeno bylo nařízením vlády republiky Československé ze dne 20. prosince 1940 č. 4/1941 Úř. věst. čsl. Po 2. světové válce byla platnost následně potvrzena vyhláškou ministra vnitra č. 41/1946 Sb., ze dne 26. ledna 1946 o platnosti nařízení vlády republiky Československé ze dne 20. prosince 1940, č. 4/1941 Úř. věst. čsl., se zřizuje Československý válečný kříž z r. 1939.

## Podmínky udělení
Zřízen byl Na památku boje za osvobození republiky Československé z nepřátelského obsazení. Udělen mohl být československým občanům ve vlasti i příslušníkům československé armády v zahraničí i jednotkám této armády. Dále mohl být udělen příslušníkům spojeneckých armád i jednotkám těchto armád, které se zúčastnily boje zahájeného v roce 1939. Podmínkou bylo prokázání vynikajícího a úspěšného činu výkonného či velitelského, při němž byli vystaveni nebezpečí života nebo život obětovali.

## Stanovy vyznamenání
Vyznamenání uděloval prezident republiky, který k jeho udělení mohl zmocnit i ministra obrany či velitele vojska. Bylo udělován doživotně. V případě úmrtí nositele zůstává vyznamenání na památku rodině či pozůstalým, nesmí však být nošeno nikým, kdo jím nebyl vyznamenán. Součástí vyznamenání je diplom opravňující k nošení. In natura bylo uděleno pouze jednou, opakované udělení se označovalo bronzovými snítkami na stužce.
Stanovy řádu byly 18. ledna 1949 pozměněny a to vládním nařízením č. 30/1949 Sb., jímž se doplňují předpisy o některých vyznamenáních.
| Stužky              | Stužky                        | Stužky                        | Stužky                        | Stužky                        | Stužky |
| ------------------- | ----------------------------- | ----------------------------- | ----------------------------- | ----------------------------- | ------ |
| Stužka prvonositele | Stužka dvojnásobného nositele | Stužka trojnásobného nositele | Stužka čtyřnásobného nositele | Stužka pětinásobného nositele |        |

## Popis vyznamenání
Jedná se o stejnoramenný kříž zakončený hroty se zkříženými meči mezi rameny. Na lícové straně se nachází státní znak, na rubové straně zemské znaky Čech, Slovenska, Moravy, Slezska a Podkarpatské Rusi. Uprostřed se nachází rozložený letopočet 1939. Stuha má úzké svislé červené, modré a bílé proužky. Na stužce se mohou nacházet bronzové snítky značící opakované udělení.
Vyznamenání existuje v několika variantách lišících se v drobnostech.

## Významní nositelé

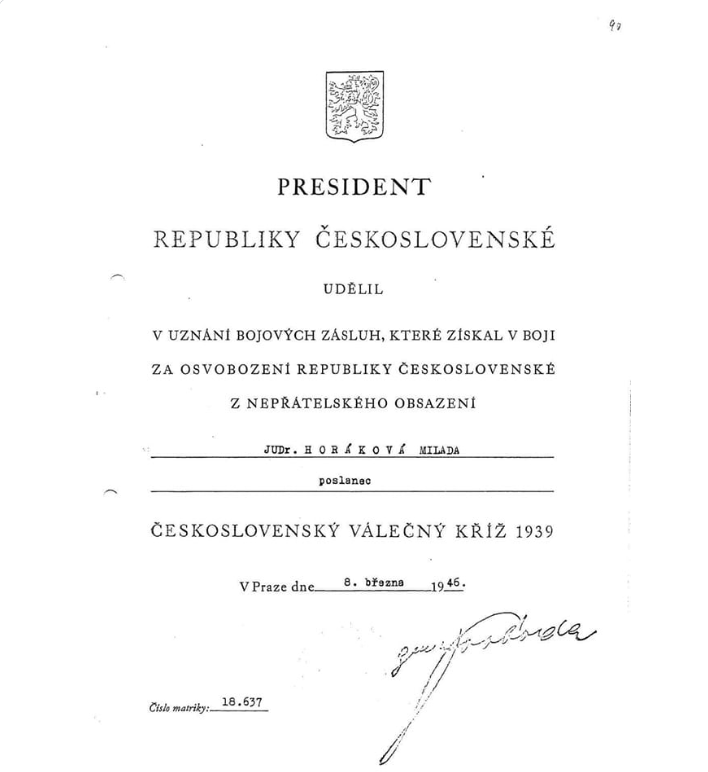
8. března 1946 byl Kříž udělen Miladě Horákové

- George S. Patton
- Omar Bradley
- Aaron Bradshaw Jr.
- Creighton Abrams
- Albert E. Brown
- Dwight D. Eisenhower
- Phillip De Witt Ginder
- Clift Andrus
- George A. Taylor
- John M. Devine
- Neville Duke
- Alfred Woodhall
- Pierre Brossolette
- Alexandru Dobricenau
- Jan Opletal
- Emil Boček
- Ludvík Svoboda
- Josip Broz Tito
- Gustáv Husák
- Karel Janoušek
- Karel Klapálek
- Jan Kubiš
- Jozef Gabčík
- Alois Liška
- František Moravec
- Georgij Konstantinovič Žukov
- Nikita Brilev
- Rodion Jakovlevič Malinovskij